# Philadelphia-Verein
Der Philadelphia-Verein mit Sitz in Leonberg ist rechtlicher Träger des Philadelphia-Werkes, eines überkonfessionellen christlichen Werks. Mit seinen diakonischen Einrichtungen ist er Mitglied des Diakonischen Werks der Evangelischen Kirche in Württemberg e. V. mit Sitz in Stuttgart.

## Organisation

### Gründung und Selbstverständnis
Im Jahr 1942 rief der frühere Afrikamissionar Christian Röckle (1883–1966) die Philadelphia-Bewegung ins Leben – eine geistliche Erweckungsbewegung, die Menschen wachrütteln sollte, den christlichen Glauben in ganzer Verbindlichkeit zu leben und das Angebot der grenzenlosen Liebe Gottes anzunehmen und sie im Alltag weiterzugeben. Sie soll nach Vorstellung ihres Gründers eine Sammlungsbewegung sein, um „wahrhaft Gläubige“ aus allen Kirchen als die „Braut Jesu Christi“ auf das Wiederkommen des Herrn vorzubereiten, wobei der Schwerpunkt auf einem Leben in Nachfolge und Heiligung liegt. Hieraus ging 1945 der Philadelphia-Verein hervor.

### Konferenzen
Im Jahre 1946 begannen die „Philadelphia-Konferenzen“, die zunächst Allianz-Konferenzen hießen, mit dem Generalthema „Die Wiederkunft Jesu und unsere Zubereitung“. Diese Konferenz wurde in diesem Geist und mit dem gleichbleibenden Thema weitergeführt und fand bis in die 2010er Jahre alljährlich in Leonberg statt.

### Rundbriefe
Im Jahr 1948 wurde die Zeitschrift Philadelphia-Briefe ins Leben gerufen. Christian Röckle sah es als eine Notwendigkeit, der Bewegung ein öffentliches Organ zu geben. Über lange Jahre erschien die Zeitschrift im zweimonatlichen Rhythmus in einer einfachen Ausführung. Sie wurde meist in einem erbaulichen Inhalt gehalten. Manchmal wurden auch aktuelle Themen aufgenommen.
Im Jahr 2003 wurden die Philadelphia-Briefe neugestaltet. Sie berichten jetzt zusätzlich auch über die aktuellen geistlichen Aktivitäten des Philadelphia-Vereins und erscheinen heute bis zu viermal im Jahr.

### Verlag
Zur Verbreitung der Schriften von Christian Röckle und anderer geistlicher Literatur wurde 1949 ein eigener Verlag mit Buchhandlung gegründet.

### Bauernhof
Seit 1954 betreibt der Philadelphia-Verein eine eigene Landwirtschaft, um seine Mitarbeiter und die angeschlossenen Häuser, das Bibel- und Erholungsheim, das Alten- und Pflegeheim und die Kinderheimat mit eigenen Erzeugnissen zu versorgen. Dabei spielt der Gedanke, dass man wissen will, woher die eigenen Nahrungsmittel kommen, eine wichtige Rolle.
Im Jahre 1961 wurde ein Aussiedlerhof gebaut. Dort befinden sich die Wirtschaftsgebäude der Gärtnerei und der Landwirtschaft. Als christliche Lebensgemeinschaft liegt der Gedanke von Bebauen und Bewahren der Schöpfung nahe, daher wird Gärtnerei und Landwirtschaft nach ökologischen Richtlinien (Bioland) geführt. Durch das Projekt „Lernort Bauernhof im Heckengäu“ bekommen jährlich viele Schulklassen einen Einblick in die Lebensmittelproduktion.

### Diakonische Einrichtungen
Der Verein ist dem Diakonischen Werk angeschlossen und unterhält mehrere diakonische Einrichtungen:
- ein Bibel- und Erholungsheim in Leonberg (bis 2015 bzw. 2017),
- ein Alters- und Pflegeheim (Haus Friederike) in Ditzingen,
- ein Kinderheim (Kinderheimat) sowie ein Freizeitzentrum in Murrhardt,
- mehrere Wohnhäuser sowie eine Buchhandlung und den Philadelphia-Verlag als Träger der Schriftwerke Röckles und des gesamten Schriftgutes zum Thema.

## Kritik
Die Philadelphia-Lehre ist umstritten, da sie – über die christliche Lehre vom vollkommenen, Sünden vergebenden Opfertod Jesu Christi hinaus – noch weiteres Zutun des Gläubigen in Form eigener Anstrengung verlangt und vollkommene Sündenfreiheit zur Bedingung für die Erlangung der Seligkeit macht.
Die Lehre konzentriert sich auf die „Brautgemeinde“. Nach Röckle will Gott eine Brautgemeinde haben, die „nicht habe einen Flecken oder Runzel“ (Epheser 5, 27).